# Konstantinowka (rejon kujbyszewski)
Konstantinowka (ros. Константиновка) – wieś (dieriewnia) w Rosji, w obwodzie nowosybirskim, w rejonie kujbyszewskim. W 2010 liczyła 275 mieszkańców.